# 高長弼
高 長弼（こう ちょうひつ、生没年不詳）は、北斉の皇族。小名は阿伽。高永楽の弟にあたる。

## 経歴
高昋の子として生まれた。その性質は屈強頑健で、城市に出入りしては、路上で人を殴打するのを好んだ。当時の人はかれのことを阿伽郎君と呼んだ。東魏の武定年間、長弼は安西将軍・営州刺史となり、安陵県開国男に封じられた。天保元年（550年）、北斉が建国されると、長弼は宗室として広武王に封じられた。ときに天恩道人という者があり、性質は凶暴で、街の店舗を横行した。後に長弼の仲間に入り、闘争を専らにした。文宣帝がかれらを捕らえて刑事裁判にかけると、天恩道人の仲間十数人は棄市の刑を受け、長弼は鞭100の刑を受けた。ほどなく長弼は南営州刺史となったが、理由も判然としないまま、州で離反して突厥に亡命した。晩年のことは知られていない。

## 伝記資料
- 『魏書』巻32 列伝第20
- 『北斉書』巻14 列伝第6
- 『北史』巻51 列伝第39